# Nu (letter)
De nu (hoofdletter Ν, onderkast ν, Grieks: νυ) is de dertiende letter van het Griekse alfabet. ν' is het Griekse cijfer voor 50 en ,ν voor 50.000 (dat is de ν met een komma ervoor, de komma staat voor duizend).
De nu wordt uitgesproken als een /n/, zoals in nacht.

## Gebruik
In de wetenschap wordt ν vaak als symbool gebruikt, bijvoorbeeld voor de poisson-factor.